# Omphalodes linifolia
Espèce
Classification phylogénétique
La petite bourrache - Omphalodes linifolia - est une espèce de plantes de la famille des Boraginacées originaire d'Europe et d'Afrique du Nord.
Nom russe : Пупочник льнолистный

## Position taxinomique et historique
Comme le genre, Omphalodes linifolia fait partie de la sous-famille Boraginoideae.
La plante est décrite une première fois, en 1753, par Carl von Linné dans le genre Cynoglossum : Cynoglossum linifolium L.
En 1794, Conrad Moench la place dans le genre Omphalodes.
En 1819, Johann Jakob Römer et Josef August Schultes la déplacent dans le genre Picotia : Picotia linifolia (Willd.) Roem. & Schult..
En 1953, Mikhail Grigoríevič Popov confirme son classement dans le genre Omphalodes.
Les deux synonymes suivants sont donc recensés :
- Cynoglossum linifolium L.
- Picotia linifolia (Willd.) Roem. & Schult.

## Description
Il s'agit d'une plante herbacée annuelle, de 10 à 30 centimètres de haut.
Les tiges, grêles, érigées, non ramifiées, portent des feuilles alternes, lancéolées vert-glauque, minces, à une nervure centrale. La forme de la plante est à l'origine de l'épithète spécifique.
Les fleurs sont blanches en grappes souvent multiflores.
La corolle de la fleur est large de six à dix millimètres, une à deux fois plus longue que le calice.

## Distribution
La petite bourrache est originaire d'Europe occidentale méridionale (Espagne, France, Portugal) et d'Afrique du Nord (Algérie).
Les lieux secs, arides et ensoleillés constituent son habitat préférentiel.
Elle est maintenant largement répandue dans l'ensemble des pays à climat tempéré comme plante ornementale.

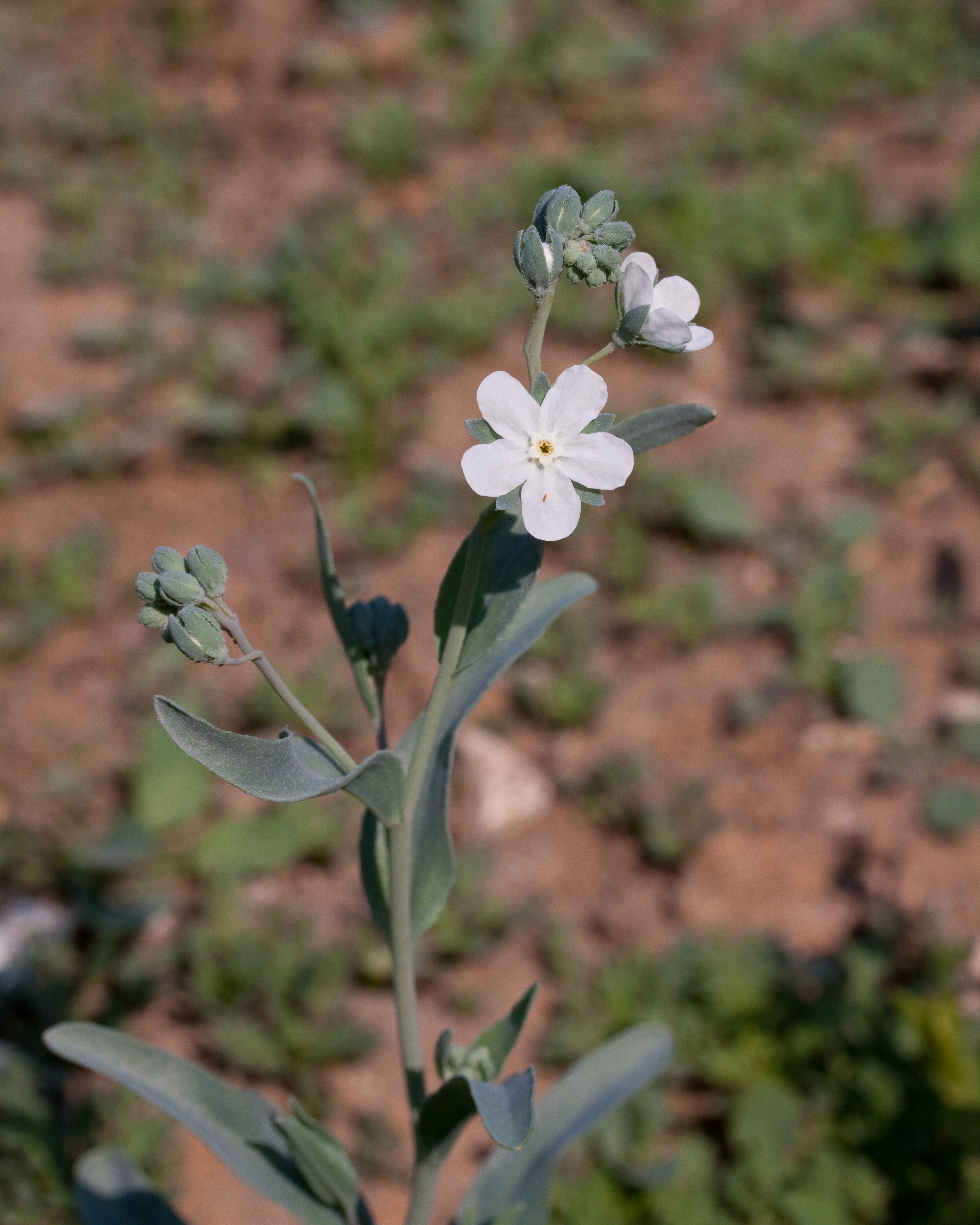
Fleurs
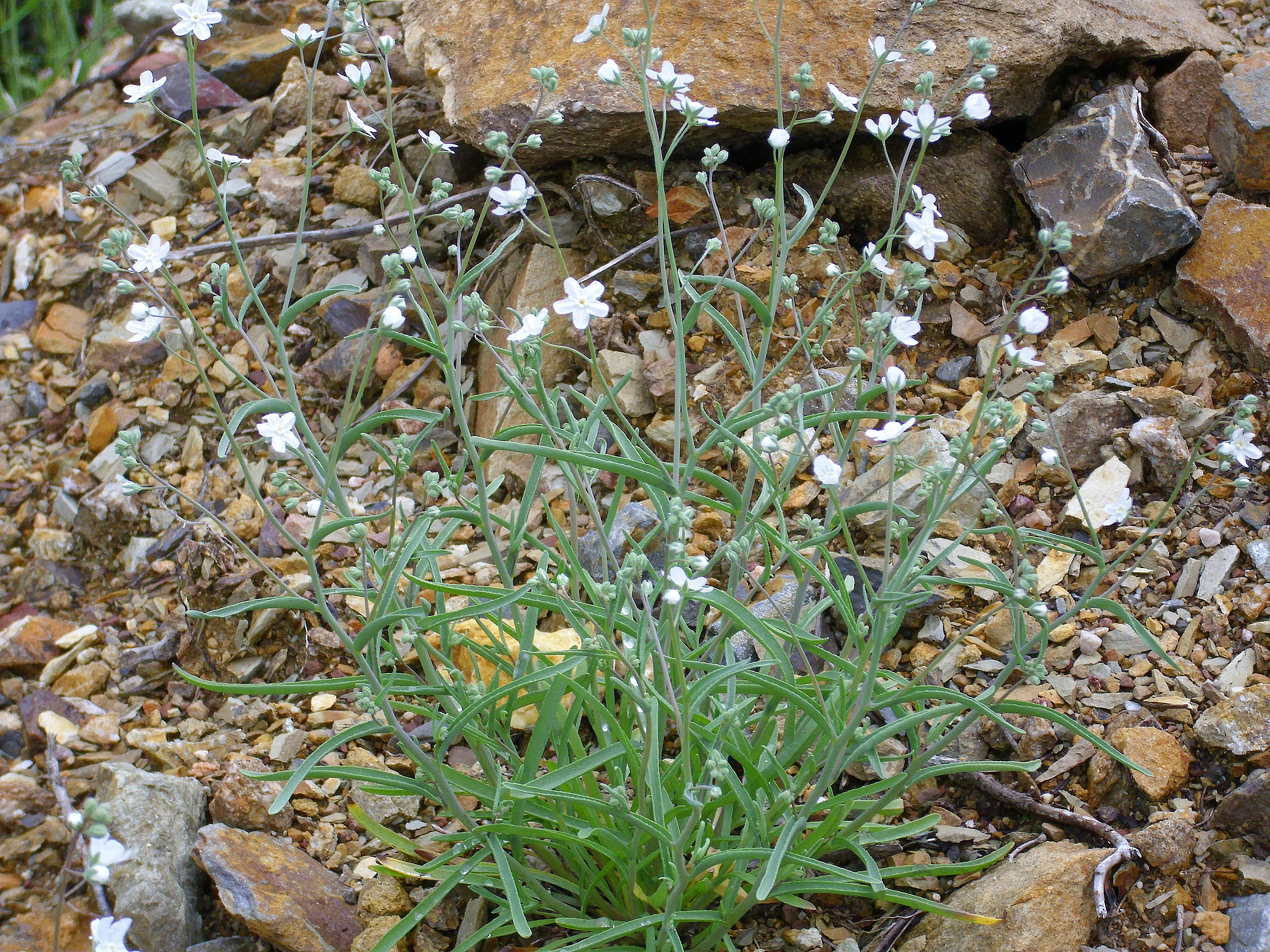
Floraison